# ابوالفضل بن عمید
ابوالفضل بن عمید (کوتاه: ابن عمید) (۹۱۲ - ۹۷۰م) (نسب: ابوالفضل محمد بن ابوعبداالله عمید حسین) کاتب برجسته، وزیر، فرماندهٔ نظامی و شاعر عرب‌زبان ایرانی در سده چهارم قمری بود.

## زندگی
در قم زاده شد و در خانواده‌ای ایرانی دانشور پرورش یافت. به فلسفه، ادبیات و تاریخ آشنا بود. در سال ۳۲۸ وزارت رکن‌الدوله دیلمی را پذیرفت، در همان هنگام پدرش وزیر نصر بن احمد سامانی بود. هنگامی که حسنویه کردی در نواحی دینور به خونخواهی برخاست، رکن‌الدوله لشکری به فرماندهی ابن عمید برای سرکوبی‌اش فرستاد. هنگامی که ابن عمید به همدان رسید، سرما فزونی گرفته بود. بر او سخت شد، و به نقرس و قولنج دچار شد. در صفر ۳۶۰ق/دسامبر ۹۷۰م درگذشت.و پسرش ابوالفتح که در این سفر همراه پدر بود طلب صلح حسنویه را پذیرفت و با گرفتن مالی از او به ری به خدمت رکن الدوله برگشت و رکن الدوله یا همان حسن بن بویه او را لقب ذوالکفایتین داد در حالی که او بیست و دو سال داشت